# Walter Model
Otto Moritz Walter Model (Genthin, 24 de enero de 1891-cerca de Ratingen, 21 de abril de 1945) fue un Mariscal de Campo (Generalfeldmarschall) alemán durante la Segunda Guerra Mundial.

## Biografía
Model nació en Genthin, en lo que actualmente es Sajonia-Anhalt. hijo de Otto y de Marie Denmer, su padre, era profesor de música y hubiera querido que siguiera sus pasos, pero en 1908 ingresó en la Escuela de Cadetes del Ejército en Neisse, y dos años más tarde, se graduó como teniente, siendo destinado al 52.º regimiento Von Alvensleben. Tenía pocas amistades entre sus compañeros, aunque destacaba por su ambición, unidad y franqueza.
Al estallar la I GM., su regimiento fue destacado al Frente Occidental, siendo herido de gravedad en 1915, cerca de Arras, y unos meses más tarde, fue condecorado con la Cruz de Hierro por su valor. Es recomendado por el comandante de la 5.ª división, para formar parte del Estado Mayor del Ejército, siendo ascendido a capitán. Volvió a diferentes puestos en el frente, terminando la guerra en la 36.ª División.
Escribe un libro sobre el general von Gneisenau, y es conocido por ser un oficial capaz, siendo retenido en el Reichswehr junto a cuatro mil oficiales, y estuvo alejado de la política en los tiempos convulsos que había en esta época, a pesar de que participó en la represión contra los comunistas del Ruhr en 1920.
Al año siguiente, se casa con Herta Huyssen, naciendo del matrimonio un hijo y dos hijas. En 1925, es destinado a la 3.ª División de infantería, involucrándose en las nuevas tácticas de guerra y como profesor de las mismas, estudiando a la vez para el curso básico de Estado Mayor, haciéndose conocido tanto por su entusiasmo de la modernización militar como por su falta de tacto. En 1934, ya coronel, es nombrado Jefe de la Sección de Armamento del Ministerio de la Guerra, con la misión de la mejora y creación de nuevas armas. Como estaba destinado en Berlín, empieza a frecuentar a altos rangos del partido nazi, y se hace fiel al ideario nacionalsocialista, entablando lazos de amistad especialmente con Goebbels y Speer.
En 1938 es designado jefe del Estado Mayor del IV Cuerpo, estando en este puesto cuando empieza la II GM, combatiendo durante la invasión de Polonia, y después destinado al 16.º ejército, durante la campaña de Francia, ya con el rango de mayor general. Casi a la finalización de ésta, recibe el mando de la 3.ª División Panzer, empezó a ignorar todas las formalidades de mando, algo que aplaudían sus hombres, pero que exasperaba a los oficiales, y a poner en prácticas sus teorías de nuevas tácticas de combate.

### Frente Oriental

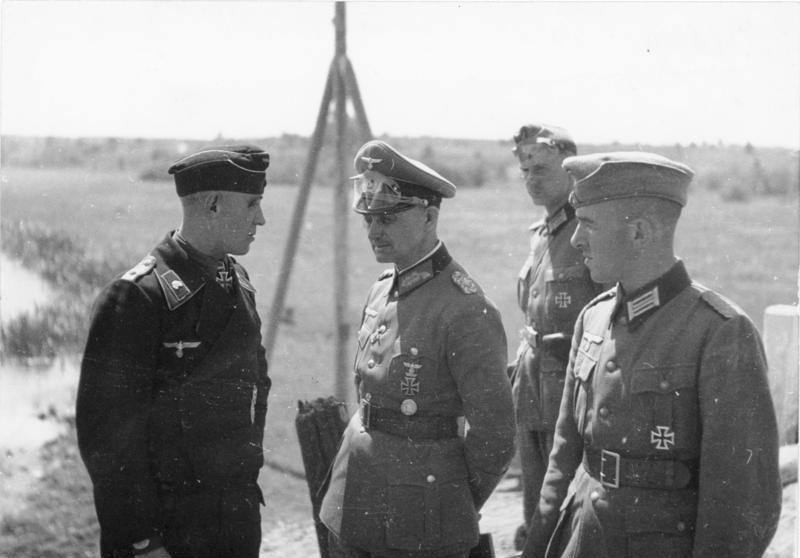
Model (centro) como Comandante de la 3.ª División Panzer en el Frente Oriental, julio de 1941.

Hitler consideraba a Model como uno de los comandantes de la Wehrmacht más exigentes, proactivos y confiables de todo el cuerpo de generales, era literalmente un general de terreno, exigía al límite a sus subordinados y se autoexigía a sí mismo en escenarios difíciles implementando tácticas defensivas de su factoría.
Para la invasión de Rusia, su división es asignada al XXIV Cuerpo Panzer, cuyo jefe era Heinz Guderian, el cual mandaba a sus divisiones a una velocidad que era del agrado de Model; estando su división en la punta de lanza hacia el Dniéper, organizó el ataque de tal manera que fue un éxito, ganándose la Cruz de Caballero. 
Poco después, Model es ascendido a general y se le coloca al mando del XLI Cuerpo Panzer, iniciando el asalto de Moscú. Model era un torbellino, recorriendo el frente y exhortando a sus tropas al asalto final, llegando a 35 kilómetros de la capital; sin embargo, la presencia del invierno, que congelaba los vehículos y las armas, le obligó a frenar el avance.
Puso en prácticas nuevas tácticas defensivas, creando pequeños grupos de combate mecanizados, las cuales terminaron resultando un éxito, las cuales no pasaron desapercibidas por Hitler que en enero de 1942 le confía el mando del 9.º Ejército, el cual se vio envuelto en batallas defensivas, lo que lo obligó a seguir combatiendo para no verse cercado por la contraofensiva rusa. Después de varias consultas con Hitler y Halder, pudo retroceder y afianzar el frente; Hitler quedó impresionado con la firmeza y determinación de Model, así lo dice la anécdota: "¿Vieron a este general? Confío en él, pero no me gustaría servir bajo sus órdenes". Hitler lo consideraba uno de los mejores generales de tierra, utilizándolo en sectores comprometidos, tanto el frente del Este, como después en el Oeste, lo cual le valió el apodo de "bombero de Hitler" (Hitlers Feuerwehrmann en alemán). 
Sus técnicas de movimientos de fuerzas acorazadas fueron perfeccionadas a lo largo de la guerra, y sin embargo, demostró gran capacidad desarrollando tácticas defensivas que era lo que Hitler esperaba de él.
En 1943, participó en la ofensiva del saliente de Kursk, pero la misma se tornó en fracaso, debido sobre todo a las amplias fortificaciones de los rusos. Model dudó del éxito del ataque, igual que Guderian, pues pensaba que los soviéticos superaban a los germanos en número de hombres y equipamiento, viéndose el 9.º Ejército enredado en las posiciones defensivas soviéticas, y tras el fracaso, se retiró con sus hombres al Dniéper, donde anteriormente había ordenado construir posiciones defensivas, lo que le permitió mantener su reputación, aunque ordenó destruir todos los poblados por donde se retiraban sus ejércitos, siendo este el motivo por el que después fue acusado de crímenes de guerra.
Constantemente estuvo apuntalando el Frente Oriental, y aunque con fuertes pérdidas, lograba que el Ejército Rojo demorase en gran medida su avance, aunque las mermas militares alemanas no permitían a Model ni al OKH planear más ofensivas de largo alcance. Ya como mariscal, Model actuó durante un tiempo como comandante de dos Grupos de Ejército (Centro y Norte de Ucrania).

### Frente Occidental

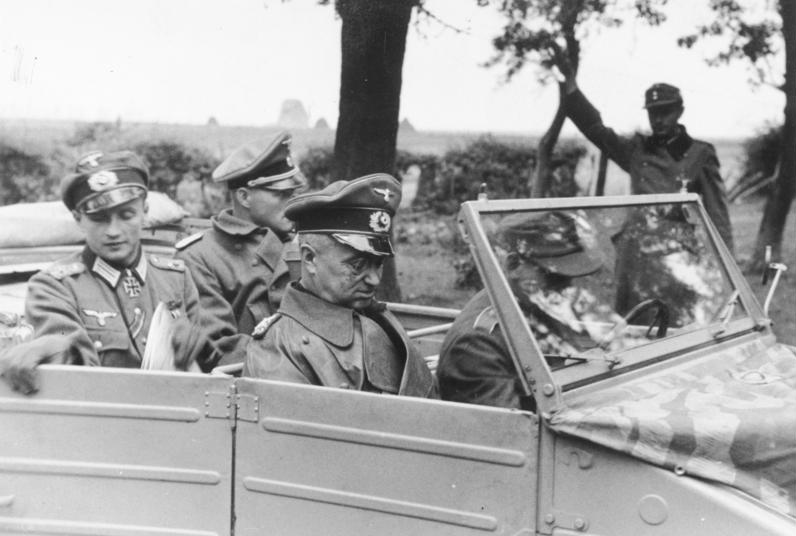
Model (centro) en el Frente Occidental, octubre de 1944.

En agosto de 1944, Model fue destinado al Frente Occidental, reemplazando a von Kluge, como comandante en jefe del Grupo de Ejércitos B. Para estabilizar el frente, convenció a Hitler para que le diera permiso para la retirada, algo que no pudo hacer von Kluge, ya que este tenía una influencia limitada ante Hitler, y así logró salvar gran cantidad de hombres aunque se perdió gran parte del material bélico, y después de las importantes pérdidas, Model se dedicó a reconstruir el "Grupo de Ejércitos Oeste", ahora en Bélgica/Holanda.
En septiembre, se vio envuelto de lleno en la operación aliada "Market Garden", y aunque originalmente pensó que el asalto aerotransportado tenía como objetivo su captura, rápidamente se dio cuenta de lo contrario, organizando la contraofensiva y derrotando a los Aliados, esfumándose la posibilidad de que la guerra acabara antes del final de año.
A finales de este año, Hitler decide lanzar la última ofensiva en el frente Oeste para recuperar Bélgica y el norte de Francia, algo que tanto Model como von Rundstedt veían inalcanzable. Dados los pocos recursos en armas y tropas expertas de que disponía la Wehrmacht, idearon un plan menos ambicioso que Hitler rechazó, ordenando el Führer retomar su plan original, algo que a Model le hizo sentirse pálido de rabia.
Se hizo cargo del 5.º Ejército de Manteuffel, el 6.º Ejército Panzer de las SS de Dietrich y el 7.º Ejército, que presentaban las últimas reservas estratégicas de Alemania. A pesar de sus recelos, Model tiró de su energía habitual y tomó medidas enérgicas sobre cualquier clase de derrotismo, aunque sabía que la operación ideada por Hitler solo tenía una escasa probabilidad de éxito. La operación ofensiva alemana se inició el 16 de diciembre, y salvo el éxito inicial de la primera semana, pronto se atascó por la inexperiencia de la infantería y la situación crítica de combustible, Model esta vez fue incapaz de explotar el avance inicial, quedando la ofensiva abandonada el 8 de enero de 1945 mientras estadounidenses y británicos retomaban la iniciativa aprovechando su dominio del aire.
El fracaso de la operación, tras una resistencia estadounidense más violenta de lo previsto, le produjo a Model un abatimiento del que nunca se recuperó, y marcó el fin de la relación especial que Model tenía con Hitler. Pidió permiso para retroceder hasta el río Rin, pero Hitler se lo negó y le limitó las operaciones de su Grupo de Ejércitos pues solo había una orden: defender el terreno hasta el último hombre.
El 1 de abril, el "Grupo de Ejércitos B" dirigido por Model quedó cercado por tropas estadounidenses en la llamada bolsa del Ruhr, empezando una dura batalla donde la propia "bolsa" quedó partida en dos el 14 de abril. Hitler ordenó que la "bolsa" se convirtiera en una fortaleza y fueran destruidas las fábricas, pero Model desoyó la orden. Ordenó la disolución de las divisiones bajo su mando, y que los hombres regresaran a sus casas o se rindieran (lo cual era un velado permiso para desertar), no así él mismo, que se sentía obligado por el juramento dado a Hitler y por ser mariscal. El 20 de abril, Goebbels denunció a los jefes del Grupo de Ejércitos B como traidores, lo que rompió definitivamente sus lazos con el régimen nazi.

### Muerte
El 21 de abril, en las afueras de su último cuartel general en Duisburgo entregó a un oficial de confianza, para remitir a su familia, una carta, su anillo de boda y algunos efectos personales; luego se dirigió a un bosque cercano y se disparó un tiro en la cabeza, fue enterrado en el mismo lugar. Parece ser que le había comentado a su hijo Hansgeorg que «un mariscal de campo no se rinde (...), no es posible», esa misma tarde las tropas estadounidenses terminaron de ocupar los restos de la "bolsa del Ruhr".

## Carrera militar – Ascensos
- Fahnenjunker (Cadete) – 27 de febrero de 1909
- Leutnant (Teniente) – 22 de agosto de 1910
- Oberleutnant (Teniente primero) – 25 de febrero de 1925
- Hauptmann (Capitán) – 18 de diciembre de 1927
- Major (Mayor) – 1 de octubre de 1929
- Oberstleutnant (Teniente coronel) – 1 de noviembre de 1932
- Oberst (Coronel) – 1 de octubre de 1934
- Generalmajor (Mayor general) – 1 de marzo de 1938
- Generalleutnant (Teniente general) – 1 de abril de 1940
- General der Panzertruppe (General de tropas blindadas) – 1 de octubre de 1941
- Generaloberst (Coronel General) – 28 de febrero de 1938
- Generalfeldmarschall (General Mariscal de Campo) – 1 de marzo de 1944.

## Condecoraciones y atributos militares
- Eisernes Kreuz (1914) II. Klasse – Cruz de Hierro de 2.ª Clase de 1914 (Prusia) – 20/09/1914
- IV. Klasse des Militärverdienstordens – Cruz de la Orden al Mérito Militar de 4.ª Clase (Reino de Baviera) – 29/03/1915
- Eisernes Kreuz (1914) I. Klasse – Cruz de Hierro de 1.ª Clase de 1914 (Prusia) – 19/10/1916
- Ritterkreuz des Königlichen Hausordens von Hohenzollern mit Schwertern - Cruz de Caballero con Espadas de la Orden de la Casa Real de Hohenzollern (Reino de Prusia) – 26/02/1917
- Harp Madalyasi - Medalla de Guerra (Imperio otomano) – 22/11/1917
- Mecklenburgisches Militärverdienstkreuz II. Klasse – Cruz de la Orden al Mérito Militar de 2.ª Clase (Gran Ducado de Mecklenburg) – 22/11/1917
- Österreichisches Militärverdienstkreuz III. Klasse mit der Kriegsdekoration – Cruz de la Orden al Mérito Militar de 3.ª Clase con Decoración de Guerra (Gran Ducado de Mecklenburg) – 22/11/1917
- Verwundetenabzeichen in Schwarz 1918 – Insignia de herido en negro de 1918 (Alemania) – 27/08/1918
- Spanienkreuz mit Schwerten in Bronze – Cruz de España con Espadas en bronce (Alemania) – 31/03/1939
- 1939 Spange zum Eisernes Kreuz II. Klasee Klasse 1914 – Broche de 1939 para la Cruz de Hierro de 2.ª Clase de 1914 (Alemania) – 22/09/1939
- 1939 Spange zum Eisernes Kreuz I. Klasse 1914 – Broche de 1939 para la Cruz de Hierro de 1.ª Clase de 1914 (Alemania) – 02/10/1939
- Dienstauszeichnung der Wehrmacht IV.Klasse, 4 Jahre – Premio de la Wehrmacht de 4.ª Clase por 4 años de Servicios (Alemania) – 1939
- Dienstauszeichnung der Wehrmacht III. Klasse, 12 Jahre – Premio de la Wehrmacht de 3.ª Clase por 12 años de Servicios  (Alemania) – 1939
- Dienstauszeichnung der Wehrmacht II. Klasse, 18 Jahre – Premio de la Wehrmacht de 2.ª Clase por 18 años de Servicios  (Alemania) – 1939
- Dienstauszeichnung der Wehrmacht I. Klasse, 25 Jahre – Premio de la Wehrmacht de 1.ª Clase por 25 años de Servicios (Alemania) – 1939
- Ritterkreuz des Eisernen Kreuzes – Cruz de Caballeros de la Cruz de Hierro (Alemania) – 09/07/1941
- Panzerkampfabzeichen in Silber – Insignia de combate de tanques de plata (Alemania) 29/08/1941
- Verwundetenabzeichen (1939) in Gold – Insignia de herida en oro de 1939 (Alemania) – 25/03/1942
- Medaille “Winterschlacht im Osten 1941/42“ – Medalla "Batalla de invierno en el Este 1941/42" (Alemania) – 15/07/1942
- Eichenlaub für das Ritterkreuz des Eisernen Kreuzes Nr. 74 – Hojas de Roble para la Cruz de Caballeros de la Cruz de Hierro N.º 74 (Alemania) 17/02/1942
- Namentliche Nennung im Wehrmachtbericht – Mención de su nombre en el Informe de la Wehrmacht (1.ª vez) (Alemania) – 21/02/1943
- Namentliche Nennung im Wehrmachtbericht – Mención de su nombre en el Informe de la Wehrmacht (2.ª vez) (Alemania) – 03/09/1943
- Schwerten für das Ritterkreuz des Eisernen Kreuzes Nr. 28 – Espadas para la Cruz de Caballeros de la Cruz de Hierro N.º 28 (Alemania) 02/04/1943
- Namentliche Nennung im Wehrmachtbericht – Mención de su nombre en el Informe de la Wehrmacht (3.ª vez) (Alemania) – 05/08/1944
- Eichenlaub mit Schwerten und Brillanten für das Ritterkreuz des Eisernen Kreuzes Nr. 17 – Hojas de Roble y espadas con Diamantes Espadas para la Cruz de Caballeros de la Cruz de Hierro N.º 17 (Alemania) 17/08/1944
- Namentliche Nennung im Wehrmachtbericht – Mención de su nombre en el Informe de la Wehrmacht (4 vez) (Alemania) – 19/04/1945